# Greta Tak-Bosboom
Margaretha (Greta) Tak-Bosboom (Amsterdam, 9 oktober 1921 - ?) was een Nederlands verzetsstrijdster tijdens de Tweede Wereldoorlog. 

## Biografie
Greta was de dochter van Eliazer Bosboom en Marianne Bosboom-Flesschedrager. Ze was een van hun 12 kinderen. Ze ging naar de Christiaan de Wetschool. Hierna gaat ze werken als naaister. Ze krijgt een relatie met Jacob (Jaap) Tak. Of Greta en Jacob ooit getrouwd zijn, is niet duidelijk.
Tijdens de oorlog smokkelt Greta kinderen uit de crèche tegenover de Hollandsche Schouwburg. Als ze zwanger raakt, besluit ze dat dit werk te gevaarlijk is en duiken Jacob en zij onder in Nieuw-Vennep. Op 14 juli 1943 worden ze echter door leden van de Colonne Henneicke opgepakt. Op 18 juli wordt hun dochter Marianne geboren. Het lukt Greta om met haar dochter te ontsnappen en ze besluit Marianne op een veilig adres onder te brengen en haar dochter overleeft de oorlog. Tijdens een razzia wordt Greta op 6 oktober 1943 door de Ordnungspolizei opgepakt. Ze wordt naar Kamp Westerbork gebracht en vandaar gedeporteerd naar Auschwitz. Wat er daar met haar gebeurd is, is onduidelijk. Ze keert echter nooit meer terug. Jacob Tak overlijdt in Auschwitz I.